# Scaphosepalum parviflorum
Scaphosepalum parviflorum är en orkidéart som beskrevs av Carlyle August Luer och Alexander Charles Hirtz. Scaphosepalum parviflorum ingår i släktet Scaphosepalum och familjen orkidéer. Inga underarter finns listade i Catalogue of Life.